# Carlo Rancati
Carlo Rancati (Milano, 28 aprile 1940 – 22 novembre 2012) è stato un ciclista su strada e pistard italiano.
Professionista dal 1964 al 1973, fu vicecampione olimpico nell'inseguimento a squadre ai Giochi di Tokyo 1964.

## Piazzamenti

### Competizioni mondiali
- Campionati del mondo su pista

Parigi 1964 - Inseguimento a squadre: 2º
- Giochi olimpici

Tokyo 1964 - Inseguimento a squadre: 2º